# Jan Cvitkovič
Jan Cvitkovič, slovenski režiser, scenarist in igralec.

## Življenje in kariera
Jan Cvitkovič je bil rojen v Ljubljani leta 1966. Obiskoval je osnovno šolo v Tolminu, potem pa zaključil srednjo naravoslovno-matematično šolo na Gimnaziji Jurija Vege v Idriji.
Na Filozofski fakulteti v Ljubljani je zaključil študij arheologije.
V svet filma je vstopil kot scenarist, potem kot igralec in nazadnje kot filmski režiser.
Njegovi filmi so bili predvajani na več kot 200 festivalih po vsem svetu in prejeli več kot 60 nagrad.
Najodmevnejši sta bili nagradi Lev prihodnosti (Leone del Futuro) na filmskem festivalu v Benetkah in nagrada za najboljšega novega režiserja (Best New Director Award)  na filmskem festivalu v San Sebastianu.
Njegovi filmi so bili predvajani v redni kinematografski distribuciji v več evropskih državah, prav tako so bili predvajani na velikih televizijskih postajah kot so TV1000, RAI, HBO, ARTE, SBS Australia.
Cvitkovič je prejemnik nagrade Prešernovega sklada, Univerza v Ljubljani pa mu je podelila priznanje za pomembna umetniška dela na področju filmske in televizijske umetnosti.
Je član Evropske filmske akademije, prav tako je bil član žirije na več mednarodnih filmskih festivalih – v Locarnu, Sarajevu, Miamiju, Gijonu, Palm Springsu, Varšavi, Skopju, Hercegnovem in Beogradu.
Bil je gostujoči predavatelj na sloviti univerzi v Pensilvaniji (Penn State), kjer so tudi prikazali njegove celovečerne filme.
Je soustanovitelj filmske produkcijske hiše Staragara.
Je pobudnik in častni predsednik mednarodnega filmskega festivala Kino Otok / Isola Cinema.

## Filmografija (celovečerni filmi)

### Režiser
- Kruh in mleko (2001)
- Odgrobadogroba (2005)
- Archeo (2011)
- Šiška Deluxe (2015)
- Družinica (2017)

### Scenarist
- V leru (1999) - koscenarist
- Kruh in mleko (2001)
- Odgrobadogroba (2005)
- Archeo (2011)
- Šiška Deluxe (2015)
- Družinica (2017)

### Igralec
- V leru (1999)
- Kruh in mleko (2001)
- Oda Prešernu (2001)
- Desperado Tonic (2004)
- Lahko noč, gospodična (2011)
- Zoran, moj nečak idiot (2013)
- Avtošola (2014)
- Volevo fare la rockstar (Italijanska tv serija, RAI, 2019)
- Eppure cadiamo felici (Italijanska tv serija, RAI, snemanje - 2022)
- Primeri inšpektorja Vrenka (2023)

## Filmografija (kratki filmi)

### Režiser
- Srce je kos mesa (2003)
- Vem (2007)
- To je zemlja, brat moj (2009)
- Sto psov (2012)
- Bil sem otrok (2013)
- Ljubezen na strehi sveta (2015)
- Ribolov (2016)
- Versopolis (2018)
- A ti mene vidiš? (2022)

### Scenarist
- Rop stoletja (1998)
- Srce je kos mesa (2003)
- Vem (2007)
- To je zemlja, brat moj (2009)
- Sto psov (2012) – koscenarist
- Bil sem otrok (2013)
- Ljubezen na strehi sveta (2015)
- Ribolov (2016)
- Versopolis (2018)
- Smehljanje naših pesnikov (2019)
- A ti mene vidiš? (2022)

### Igralec
- Bil sem otrok (2013)
- Sprava (2014)
- Versopolis (2018)

## Nanizanke
- Odklop (1997) – nekaj scenarijev
- Daleč je smrt (2002) – režiser in koscenarist
- Leninov park (2022) – igralec

## Dokumentarni film
- Totalni gambit (2010) – režiser in koscenarist
- Gram srca (2024) – režiser

## Nagrade

### Rop stoletja
- Grossmanova nagrada za najboljši scenarij (2005)
- Filmski festival v Celovcu (2000)
  - nagrada
- Filmski festival v Krakovu
  - nagrada

### V leru
- Festival slovenskega filma (1999)
  - Vesna za najboljši scenarij
- Stopov igralec leta na Festivalu slovenskega filma (1999) – Jan Cvitkovič
- Filmski festival v Kijevu (1999)
  - nagrada »Yves Montand« za najboljšega igralca festivala – Jan Cvitkovič
- Filmski festival v Cottbusu (1999)
  - nagrada za najboljšo moško vlogo – Jan Cvitkovič
- Festival Obrazi ljubezni v Moskvi (200)
  - nagrada za najboljšo moško vlogo – Jan Cvitkovič

### Kruh in mleko
- kandidat za tujejezičnega oskarja (2001)
- Festival slovenskega filma (2001)
  - Stopov igralec leta – Peter Musevski
  - Stopova epizodistka leta – Sonja Savić
- Beneški filmski festival (2001)
  - nagrada zlati lev prihodnosti za najboljši debitantski film
- Filmski festival v Cottbusu (2001)
  - posebna nagrada žirije
  - nagrada Don Kihot (priznanje žirije mednarodnega združenja filmskih društev – FICC)
  - posebna omemba žirije mednarodnega združenja filmskih kritikov (Fipresci)
  - posebna nagrada občinstva
- Ljubljanski filmski festival (2001)
  - nagrada vodomec režiserju najboljšega filma Perspektiv
- Filmski festival Poklon viziji v Gorici (2001)
  - nagrada Darka Bratine
- Mednarodni filmski festival v Bratislavi (2001)
  - nagrada za najboljšo moško vlogo – Peter Musevski
  - posebna omemba žirije mednarodnega združenja filmskih kritikov (Fipresci)
- Filmski festival v Motovunu (2002)
  - posebna omemba
- Mednarodni filmski festival v Valencii (2002)
  - nagrada za najboljšo moško vlogo – Peter Musevski

### Srce je kos mesa
- Beneški filmski festival (2004)
  - mednarodna premiera v tekmovalni sekciji Corto Cortissimo
- Mednarodni filmski festival v Gijonu (2004)
  - nagrada za najboljši kratek film
- Filmski festival v Cottbusu (2004)
  - posebna omemba
- Mednarodni filmski festival kratkega filma Benicassim v Španiji (2005)
  - nagrada za najboljšo moško vlogo – Primož Petkovšek

### Odgrobadogroba
- kandidat za tujejezičnega oskarja (2005)
- Mednarodni filmski festival v San Sebastianu (2005)
  - nagrada altadis za najboljšega mladega režiserja
- Mednarodni filmski festival v Varšavi (2005)
  - nagrada CentEast
- Filmski festival v Cottbusu (2005)
  - nagrada glavne žirije za najboljši film
  - ekumenska nagrada žirije za najboljši film
- Mednarodni filmski festival v Turinu (2005)
  - glavna nagrada za najboljši film
  - nagrada za najboljši scenarij
- Ljubljanski filmski festival (2005)
  - posebna omemba žirije
- Festival slovenskega filma (2005)
  - Vesna za najboljši celovečerni film
  - Vesna za najboljšo stransko žensko vlogo – Sonja Savić
  - Vesna za najboljšo stransko moško vlogo – Drago Milinović
- Filmski festival Duh ognja v Rusiji (2006)
  - nagrada srebrna tajga za drugi najboljši film tekmovalnega sporeda
  - nagrada žirije za najbolj impresiven filmski prizor
- Mednarodni filmski festival v Sofiji (2006)
  - nagrada za najboljši balkanski film
- Mednarodni filmski festival Festroia na Portugalskem (2006)
  - posebna nagrada žirije
- Evropski filmski festival v Paliču (2006)
  - nagrada za najboljši film
- Filmski festival v Pecsu (2006)
  - nagrada za najboljšo moško vlogo – Gregor Baković
  - nagrada za najboljšo fotografijo – Simon Tanšek
  - nagrada občinstva za najboljši film festivala
- Mednarodni filmski festival v Torunu na Poljskem (2006)
  - posebna nagrada strokovne žirije
  - nagrada Zygmunda Kalužynskega režiserju filma za izbrani izjemni prispevek k filmski umetnosti
- Filmski festival v Nordeliijku (2006)
  - nagrada študentske žirije
- Filmski festival v Los Angelesu (2007)
  - nagrada kritike za najboljši film festivala

### Vem
- Festival slovenskega filma (2008)
  - Vesna za najboljši kratki igrani film
- Vikend priloga, Delo (2008)
- Gong ustvarjalnosti
- Svetovna premiera na filmskem festivalu v Locarnu (2008)

### Totalni gambit
- dokumentarec meseca na TV SLO (2010)

### Archeo
- Festival slovenskega filma (2011)
  - Vesna za najboljši film
  - Vesna za najboljšo režijo na festivalu slovenskega filma – Jan Cvitkovič
  - Vesna za najboljšo fotografijo na festivalu slovenskega filma – Jure Černec
- Mednarodni festival v Innsbrucku (2012)
  - nagrada za najboljši celovečerni igrani film

### Sto psov
- Festival slovenskega filma (2012)
  - Vesna za najboljšo izvirno glasbo – Primož Oberžan

### Bil sem otrok
- film narejen na povabilo Beneškega filmskega festivala ob praznovanju sedemdesete obletnice festivala. Direkcija festivala je k sodelovanju povabila 70 avtorjev, ki so najbolj zaznamovali Beneški festival.
- premiera na Beneškem filmskem festivalu (2013)

### Ljubezen na strehi
- Festival slovenskega filma (2015)
  - Vesna za najboljši kratki film
  - Vesna za najboljšo režijo – Jan Cvitkovič
  - Vesna za najboljšo izvirno glasbo – Niko Novak
  - Vesna za najboljšo moško vlogo – Ivo Barišič

### Šiška Deluxe
- svetovno premiero doživel na Mednarodnem filmskem festivalu v Montrealu (2015)
- najbolj gledan slovenski film v letu 2015
- Filmski festival v Cottbusu (2015)
  - nagrada publike za najboljši film

### Družinica
- Mednarodni filmski festival v Montrealu (2017)
  - nagrada za najboljšo žensko vlogo – Irena Kovačević
- Festival slovenskega filma (2017)
  - Vesna za najboljšo fotografijo – Marko Brdar
  - Vesna za najboljšo kostumografijo – Polonca Valentinčič in Emil Cerar
  - Vesna za najboljšo izvirno glasbo – Damir Avdić
- Filmski festival v Zagrebu (2017)
  - posebno priznanje žirije
- Mednarodni filmski festival v Beogradu (2018)
  - posebno priznanje žirije
- Filmski festival v Mostarju (2018)
  - nagrada za najboljšo žensko vlogo – Irena Kovačević
- Filmski festival See Online v Los Angelesu (2018)
  - posebna omemba

### A ti mene vidiš?
- Festival kratkega filma v Veracruzu (2022)
  - častna omemba